# 82926 Jacquey
82926 Jacquey è un asteroide della fascia principale. Scoperto nel 2001, presenta un'orbita caratterizzata da un semiasse maggiore pari a 2,7640331 UA e da un'eccentricità di 0,0200571, inclinata di 4,10992° rispetto all'eclittica.
L'asteroide è dedicato all'astronoma amatoriale francese Anne-Marie Jacquey.